# Grand Prix de Fourmies 2002
Il Grand Prix de Fourmies 2002, settantesima edizione della corsa e valida come evento del circuito UCI categoria 1.1, si svolse il 15 settembre 2002, per un percorso totale di circa 180 km. Fu vinto dall'italiano Gianluca Bortolami che giunse al traguardo con il tempo di 4h28'05" alla media di 40,28 km/h.
Al traguardo 114 ciclisti portarono a termine la gara.

## Ordine d'arrivo (Top 10)
| Pos. | Corridore          | Squadra       | Tempo    |
| ---- | ------------------ | ------------- | -------- |
| 1    | Gianluca Bortolami | Tacconi Sport | 4h28'05" |
| 2    | Laurent Jalabert   | CSC-Tiscali   | s.t.     |
| 3    | Cédric Vasseur     | Cofidis       | s.t.     |
| 4    | László Bodrogi     | Mapei         | s.t.     |
| 5    | Luca Scinto        | Mapei         | a 6"     |
| 6    | Saulius Ruškys     | Gerolsteiner  | a 25"    |
| 7    | Marcus Ljungqvist  | EDS-Fakta     | s.t.     |
| 8    | Michele Bartoli    | Fassa Bortolo | s.t.     |
| 9    | Frédéric Amorison  | Lotto-Adecco  | s.t.     |
| 10   | Paolo Valoti       | Index-Alexia  | a 26"    |